# Paratorna catenulella
Paratorna catenulella  (лат.) — вид бабочек из семейства листовёрток. Распространён в Приморском крае, Японии (Хонсю), на Корейском полуострове и в северо-восточном Китае. Населяют смешанные леса. Бабочек можно наблюдать с июля по август. Размах крыльев 14—19 мм.